# Пальменбах, Иван Иванович
Иван Иванович фон Пальменбах (Пальмбах, Палембах; нем. Gustav Moritz von Palmenbach; 1707-30 ноября 1770) — русский военный деятель.

## Биография
В службу вступил в 1731 году. 25 декабря 1755 произведен в генерал-майоры. Участвовал в Семилетней войне. В кампанию 1758 года по распоряжению генерал-фельдмаршала В. В. Фермора с 10-тыс. отрядом предпринял неудачную осаду Кольберга (20.09—3.10). Частям Пальменбаха удалось овладеть путями сообщения, и они готовились к форсированию рва, но известие о приближении на помощь осажденным прусских войск графа фон Дона заставило снять осаду и отступить.
В 1759 году в Кенигсберге  руководил подготовкой третьих (запасных) батальонов для действующей армии. 16 марта 1762 произведен в генерал-поручики. 25 апреля 1762 был назначен Петром III шефом Выборгского пехотного полка, переименованным на прусский манер в пехотный генерал-поручика Пальменбаха полк. 5 июля Екатерина II отменила это назначение и вернула полку прежнее название. 22 сентября 1762 был награжден орденом Святого Александра Невского. 25 ноября 1770 получил орден Святого Георгия 4-й степени за 25 лет выслуги.

## Семья
Жена: дочь генерал-фельдцейхмейстера Александра Никитича Вильбоа и баронессы Анны Хелены фон Будберг
Сын: Евстафий (1759—1792), полковник